# Anthony Michael Pilla
Anthony Michael Pilla (Cleveland, 12 novembre 1932 – Wickliffe, 21 settembre 2021) è stato un vescovo cattolico statunitense.

## Biografia
Anthony Michael Pilla nacque nella Little Italy di Cleveland il 12 novembre 1932 in una famiglia di origini italiane.

### Formazione e ministero sacerdotale
Frequentò la scuola elementare e la Cathedral Latin High School a Cleveland e successivamente la St. Gregory Seminary High School a Cincinnati dove si diplomò nel 1951. Proseguì la formazione al St. Gregory Seminary College di Cincinnati e al Borromeo College di Wickliffe, dove si laureò nel 1955. Dal 1955 al 1959 studiò teologia cattolica al Saint Mary Seminary di Cleveland.
Il 23 maggio 1959 fu ordinato presbitero per la diocesi di Cleveland nella cattedrale diocesana da monsignor Floyd Lawrence Begin, vescovo di Oakland. In seguito fu vicario parrocchiale della parrocchia di San Bartolomeo a Middleburg Heights dal 10 giugno 1959, professore presso il Borromeo Seminary di Wickliffe dal 21 giugno 1960, rettore-presidente dello stesso dal 4 novembre 1972 e segretario diocesano per il clero e i religiosi dal 1º luglio 1975.

### Ministero episcopale
Il 30 giugno 1979 papa Giovanni Paolo II lo nominò vescovo ausiliare di Cleveland e titolare di Scardona. Ricevette l'ordinazione episcopale il 1º agosto successivo nella cattedrale di San Giovanni Evangelista a Cleveland dal vescovo di Cleveland James Aloysius Hickey, co-consacranti il vescovo emerito della stessa diocesi Clarence George Issenmann e il vescovo ausiliare di Newark Joseph Abel Francis. Come motto scelse l'espressione "Live on in my love" tratta da Giovanni 15,9.
Prestò servizio come vicario episcopale della regione orientale della diocesi dal 24 agosto 1979 al 29 luglio 1980 quando venne nominato amministratore apostolico della sede.
Il 13 novembre successivo papa Giovanni Paolo II lo nominò vescovo di Cleveland. Prese possesso della diocesi il 6 gennaio successivo.
Verso la fine del suo episcopato dovette fare i conti con la crisi degli abusi sessuali del clero  e con lo scandalo causato dall'accusa all'ufficiale legale e finanziario di aver sottratto alla diocesi oltre 700 000 dollari. Pilla nel 2008 testimoniò durante il processo alla Corte Federale.
In seno alla Conferenza dei vescovi cattolici degli Stati Uniti fu membro del comitato amministrativo dal 1981 al 1984, presidente dei vescovi della regione ecclesiastica VI (Ohio e Michigan) dal 1981 al 1982, membro del consiglio di amministrazione e del comitato per le finanze nel 1983, membro del comitato per l'ecumenismo e il dialogo interreligioso nel 1985 e presidente del comitato ad hoc di follow-up per la pastorale dell'economia nel 1986. Dopo essere stato tesoriere dal 1990 al 1992, Pilla fu vicepresidente della Conferenza dal 1992 al 1995 e presidente della stessa dal 14 novembre 1995 al novembre 1998.
Fu anche membro della Pontificia commissione per i beni culturali della Chiesa.
Il 4 aprile 2006 papa Benedetto XVI accettò la sua rinuncia al governo pastorale della diocesi. Era affetto da problemi cardiovascolari e aveva subito un intervento chirurgico di bypass a cuore aperto.
Morì a Wickliffe la mattina 21 settembre 2021 all'età di 88 anni. Le esequie si tennero il 28 settembre alle ore 11 nella cattedrale di San Giovanni Evangelista a Cleveland e furono presiedute da monsignor Edward Charles Malesic, vescovo di Cleveland. L'omelia venne pronunciata da padre Edward Estok, parroco della parrocchia di Sant'Alberto Magno a North Royalton. Al termine del rito fu sepolto nella cappella della Resurrezione dello stesso edificio.

## Opere
- Come... together we are church, Cleveland, 1983.
- Live on in my love: reflections of a bishop, Cleveland, Universe Bulletin Publications, 1994.
- Pilgrims of hope: the people of the Catholic Diocese of Cleveland and Bishop Anthony M. Pilla reflect on 25 years together, Cleveland, 2005, ISBN 978-0-9771759-0-1.

## Genealogia episcopale e successione apostolica
La genealogia episcopale è:
- Cardinale Scipione Rebiba
- Cardinale Giulio Antonio Santori
- Cardinale Girolamo Bernerio, O.P.
- Arcivescovo Galeazzo Sanvitale
- Cardinale Ludovico Ludovisi
- Cardinale Luigi Caetani
- Cardinale Ulderico Carpegna
- Cardinale Paluzzo Paluzzi Altieri degli Albertoni
- Papa Benedetto XIII
- Papa Benedetto XIV
- Papa Clemente XIII
- Cardinale Marcantonio Colonna
- Cardinale Giacinto Sigismondo Gerdil, B.
- Cardinale Giulio Maria della Somaglia
- Cardinale Carlo Odescalchi, S.I.
- Cardinale Costantino Patrizi Naro
- Cardinale Lucido Maria Parocchi
- Papa Pio X
- Cardinale Gaetano De Lai
- Cardinale Raffaele Carlo Rossi, O.C.D.
- Cardinale Amleto Giovanni Cicognani
- Cardinale John Francis Dearden
- Cardinale James Aloysius Hickey
- Vescovo Anthony Michael Pilla

La successione apostolica è:
- Vescovo Anthony Edward Pevec (1982)
- Vescovo Alexander James Quinn (1983)
- Vescovo Roger William Gries, O.S.B. (2001)
- Vescovo Martin John Amos (2001)